# Domicela Kopaczewska
Domicela Katarzyna Kopaczewska (ur. 4 października 1958 w Aleksandrowie Kujawskim) – polska polityk, pedagog i samorządowiec, posłanka na Sejm V, VI i VII kadencji (2005–2015), zastępczyni prezydenta Włocławka (2018–2024).

## Życiorys
Ukończyła pedagogikę w Wyższej Szkole Pedagogicznej w Bydgoszczy, a także studia podyplomowe na Uniwersytecie Łódzkim. Pracowała jako nauczycielka i dyrektorka szkoły. W 1998 była włocławskim kuratorem oświaty, od 1999 do 2002 pełniła funkcję kujawsko-pomorskiego kuratora oświaty.
W latach 1990–1994 i 1998–2002 była radną Włocławka. W 1997 z listy Akcji Wyborczej Solidarność kandydowała bez powodzenia do Sejmu. Od 2002 związana z Platformą Obywatelską. W latach 2002–2005 pełniła funkcję radnej sejmiku kujawsko-pomorskiego II kadencji. W wyborach parlamentarnych w 2005 została wybrana na posłankę V kadencji w okręgu toruńskim. W wyborach w 2007 po raz drugi uzyskała mandat poselski, otrzymując 18 320 głosów. W 2011 skutecznie ubiegała się o reelekcję, uzyskując tym razem 16 992 głosy. W 2015 nie została wybrana na kolejną kadencję.
W 2016 została powołana na stanowisko dyrektora departamentu edukacji w Urzędzie Marszałkowskim Województwa Kujawsko-Pomorskiego. W 2018 objęła funkcję zastępcy prezydenta Włocławka. W 2024 ponownie uzyskała mandat radnej miejskiej, w tym samym roku zakończyła pełnienie funkcji wiceprezydenta.

## Wyniki w wyborach ogólnopolskich
| Wybory | Komitet wyborczy   | Komitet wyborczy           | Organ             | Okręg | Wynik        |
| ------ | ------------------ | -------------------------- | ----------------- | ----- | ------------ |
| 1997   |                    | Akcja Wyborcza Solidarność | Sejm III kadencji | nr 49 | 1929 (1,56%) |
| 2005   |                    | Platforma Obywatelska      | Sejm V kadencji   | nr 5  | 4870 (1,71%) |
| 2007   | Sejm VI kadencji   | Platforma Obywatelska      | 18 320 (4,66%)    | nr 5  |              |
| 2011   | Sejm VII kadencji  | Platforma Obywatelska      | 16 992 (4,83%)    | nr 5  |              |
| 2015   | Sejm VIII kadencji | Platforma Obywatelska      | 6736 (1,86%)      | nr 5  |              |